# Лігносульфонат
Лігносульфонат (рос. лигносульфонат, англ. lignosulphonate, нім. Lignosulfonat n) – речовина, що утворюється з лігніну при сульфітній варці деревини в процесі отримання целюлози. 
Мол. м. 200-60000. Випускаються з домішками вуглеводнів у вигляді рідких і твердих концентратів сульфіт-спиртової барди. Сухий залишок становить 50-90 мас.%. Лігносульфонати – аніонні поверхнево-активні речовини. 
Застосовуються як пластифікатори, реагенти, що впливають на гідрофільно-гідрофобний баланс поверхні різних мінералів.